# Vesničko má středisková
Vesničko má středisková és una pel·lícula txecoslovaca de 1985 dirigida per Jiří Menzel.
Va guanyar el Premi Especial de Jurat i el Premi del Jurat Ecumènic del Festival Internacional de Cinema de Mont-real de 1986, va ser nominada per l'Oscar a la millor pel·lícula de parla no anglesa de 1987 i l'actor hongarès János Bán va guanyar el Premi al Millor Actor del Festival de Cinema de París de 1987.
En un enquesta elaborada el gener de 2007 pel servidor on-line de notícies Nivinky.cz, amb el 22,4% dels vots (amb aprox. 66.000 participants) la pel·lícula va ser proclamada la comèdia txeca més popular de la història.

## Argument
Otík és un jove matusser una mica curt de gambals que treballa com a assistent de Pávek, un conductor de camió amb qui manté una estreta relació perquè, de fet, la família de Pávek es fa càrrec del jove Otík, que és orfe.
Un dia, cansat d'assumir la supervisió del jove pocatraça, les distraccions del qual no paren de provocar permanents catàstrofes, Pávek decideix desprendre's de l'estèril ajuda del jove i el traspassa a un altre camioner, el seriós i colèric Turk.
Otík, que es nega a treballar amb Turk, prefereix acceptar una oferta de treball a Praga però s'adona que la vida de ciutat pròpia de la capital txeca no està feta per a ell.
Quan Pávek descobreix que el traspàs d'Otík a Praga ha sigut un fraudulent estratagema ordit per un corrupte polític que volia obtenir avantatges sobre la gran casa heretada per Otík, dona una segona oportunitat al jove pocatraça, el qual abandona la ciutat per incorporar-se de nou al treball amb Pávek.
Tal com és propi en l'estil dels contes de Hrabel adaptats al cinema, l'argument central de la pel·lícula és paral·lelament acompanyat per històries secundàries com el romanç furtiu entre l'esposa de Turk i un jove veterinari; les tribulacions d'un accidentat però molt respectat doctor que gairebé té tants problemes amb els seus pessimistes pacients com amb el seu cotxe; i el desesperat comportament del fill adolescent de Pávek, que està bojament enamorat d'una atractiva professora del poble.

## Al voltant de la pel·lícula
Tant a la República Txeca com a Eslovàquia, la pel·lícula roman una comèdia de culte.
El crític cinematogràfic estatudinenc Roger Ebert la va valorar amb 3,5 estrelles sobre 4 i va afirmar sobre la pel·lícula que «a Vesničko má středisková, [Menzel] descobreix el sentit de l'humor afable i irònic que Forman ja havia trobat amb Hori, ma paneko. Utilitza la vida quotidiana com a instrument per atacar subtilment a la burocràcia i elaborar un divertit al·legat sobre la naturalesa humana. La pel·lícula és joiosa des del principi fins al final –un petit tresor, però de veritat».

## Repartiment
| Actor / actriu original | Personatge fictici |
| ----------------------- | ------------------ |
| János Bán               | Otík               |
| Marián Labuda           | Pávek              |
| Rudolf Hrušínský        | Skruzný            |
| Petr Čepek              | Turek              |
| Libuše Šafránková       | Turková            |

## Premis i nominacions
L'any 1987 va estar nominada a l'Oscar a la millor pel·lícula de parla no anglesa.